# Bisbat d'Apt
El bisbat d'Apt (francès: Diocèse d'Apt, llatí: Dioecesis Aptensis) és una seu suprimida i titular de l'Església Catòlica a França.

## Territori
La diòcesi vorejava al nord amb la diòcesi de Carpentras, a l'est amb la de Sisteron,al sud amb l'arxidiòcesi d'Ais i a l'oest amb la diòcesi de Cavaillon.
La seu episcopal era la ciutat d'Apt, en l'actual departament de Vaucluse, a la Provença, on l'església de Santa Anna servia de catedral.
El 1695 i el 1752 la diòcesi comprenia 32 parròquies, agrupades en 4 vicariats: Apt, Saint-Christol, Saint-Martin-de-Castillon i Saint-Saturnin.

## Història
Segons la tradició, la Diòcesi d'Apt va ser fundada per sant Auspic, enviat a aquesta ciutat a finals del segle i pel Papa Climent I i va morir màrtir l'any 102. La primera evidència històrica de l'existència de la diòcesi de Apta Julia es remunta al Concili d'Arle del 314, on, per representar el bisbe, hi havia el sacerdot romà i un exorcista anomenat Víctor. En canvi, el primer bisbe conegut d'Apt és sant Castor (a principis del segle v), citat en alguns documents litúrgics de l'època i en una carta a Bonifaci I de 419.
A partir del segle v, la diòcesi sembla que va ser sufragània de l'arxidiòcesi d'Ais.
Entre els segles vii i ix la diòcesi va ser destruïda pels sarraïns i sèrie episcopal aptensa de fet va ser interrompuda per moltes dècades, per reprendre Teutberto regulars només en la meitat del segle ix.
El 2 d'agost de 991 el bisbe Teodorico va fundar el capítol de la catedral, format per 12 canonges presidits per un prevost. Per al seu suport, Teodoric va predisposà la venda de part de les terres i possessions del bisbat i de les ofrenes dels fidels.
La catedral antiga, que data de la primera era cristiana, va ser reconstruïda al segle ix; els murs van ser consagrats pel papa Urbà II a principis d'agost de 1096. Va ser reconstruïda sota els episcopats de Guillaume i Pierre de Saint-Paul al segle xii; altres reformes van tenir lloc en els segles següents.
La diòcesi va ser abolida després del concordat amb la butlla Qui Christi Domini del Papa Pius VII el 29 de novembre de 1801 i el seu territori va ser incorporat en gran manera a l'arxidiòcesi d'Avinyó, mentre que algunes parròquies es van incorporar a la diòcesi de Digne.
Des de 2009, Apt és una seu episcopal titular; l'actual bisbe titular és Jean-Luc Hudsyn, bisbe auxiliar de l'arxidiòcesi de Malines-Brussel·les.

## Cronologia episcopal
- Sant'Auspico †
- San Quintino † (inici del segle iv)
- San Castore † (citat el 419)[3]
- Giulio † (abans de 439 - després de 442)[4]
- Pretestato † (abans de 517 - després de 545)
- Sant'Eusebio †[5]
- Clementino † (abans de 549 - després de 573)
- Pappo † (abans de 581 - després de 585)
- Innocenzo † (citat el 614)
- Magnerico † (citat el 788)[6]
- Teutberto † (citat el 853)
- Paolo I † (citat el 867)
- Riccardo † (citat el 879)
- San Sendardo † (citat el 885)
- Paolo II † (citat el 887)[7]
- Arnaldo † (citat el 923)[8]
- Rostaing † (abans de 951 - després de 955)
- Arnolfo † (abans de 960 - després de d'abril de 964)
- Nartoldo † (abans de setembre de 965 - després de 984)
- Teodorico † (abans de 989 - després de d'agost de 998)
- Ilbogo † (abans de maig de 999 - circa 1010)
- Santo Stefano † (circa 1010 - 6 de novembre de 1046 mort)
- Laugier †[9]
- Alphant d'Agout † (abans de març de 1048 - després de 1076)
- Isoard † (citat el 1095 ?)
- Bertrand † (citat el 1102 ?)
- Laugier d'Agout † (abans de 1108 - després de 1122)
- Raymond † (abans de 1145 - després de 1151)
- Guillaume † (abans de 1158 - 1162)
- Pierre de Saint-Paul † (1162 - després de 1182)
- Guiran de Viens † (abans d'agost de 1186 - després de 1193)
- Geofroi I † (abans de juny de 1209 - 1221 mort)
- Geofroi II † (abans d'abril de 1221 - 1243 mort)
- Guillaume Centullion † (1243 - 26 de gener de 1246 mort)
- Geofroi Dalmas † (1246 - 28 d'agost de 1256 mort)
- Pierre Bayle † (11 de novembre de 1256 - 31 de maig de 1268 mort)
- Ripert de Viens † (1268 - 1 de febrer de 1272 mort)
- Raymond Centullion † (de juny de 1272 - 10 de juliol de 1275 mort)
- Raymond Bot † (5 de setembre de 1275 - 22 d'agost de 1303 mort)
- Hugues Bot[10] † (de novembre de 1303 - 18 de gener de 1319 mort)
- Raymond Bot[11] † (6 de maig de 1319 - de gener de 1330 mort)
- Guiraud de Languissel † (1 de juny de 1330 - 10 d'abril de 1331 nomenat bisbe de Nimes)
- Bertrand Tissandier † (10 d'abril de 1331 - 5 de juny de 1332 nomenat bisbe de Bolonya)
- Guillaume d'Astre, O.F.M. † (12 de juny de 1332 - 8 d'octubre de 1336 mort)
- Guillaume Audibert † (2 de desembre de 1336 - 1 d'octubre de 1341 nomenat bisbe de Périgueux)
- Guillaume Lamy † (3 d'octubre de 1341 - 7 d'octubre de 1342 nomenat bisbe de Chartres)
- Arnaud † (7 d'octubre de 1342 - vers de juny de 1348 mort)
- Bertrand de Meissenier † (10 de juliol de 1348 - 4 de juny de 1358 nomenat arquebisbe de Nàpols)
- Elzéar de Pontevès, O.F.M. † (1 de juny de 1358 - desembre de 1361 mort)
- Raymond Savini † (23 de març de 1362 - 22 d'abril de 1383 nominato ad ecclesiam Solciensem)[12]
- Géraud du Breuil † (22 d'abril de 1383 - 17 d'octubre de 1390 nomenat bisbe de Couserans)
- Jean Fillet † (17 d'octubre de 1390 - 26 de juny de 1410 mort)
- Pierre Perricaud, O.P. † (27 de febrer de 1411 - novembre de 1412 mort)
- Costantino di Pergola † (19 de desembre de 1412 - 1430 renuncià)
- Étienne d'Épernay, O.P. † (27 d'octubre de 1430 - 25 de novembre de 1437 mort)
- Pierre Nasondi † (20 de gener de 1438 - 1 de juliol de 1466 mort)
- Jean d'Ortigue † (18 de març de 1467 - 1482 mort)
- Agricol de Panisse † (8 de juliol de 1482 - de gener de 1490 mort)
- Jean Chabrol de la Spinay † (10 de març de 1490 - 16 de novembre de 1491 nomenat bisbe de Valença)
- Jean de Montaigu † (8 d'agost de 1494 - agost de-d'octubre de 1527 mort)
- Jean de Nicolai † (d'agost de-d'octubre de 1527 - març de 1533 mort)
  - Cesare Trivulzio[13] † (12 de maig de 1533 - 1540 renuncià) (administrador apostòlic)
- Pietro di Forlì † (17 de desembre de 1540 - 5 de febrer de 1559 mort)
- Jean-Baptiste Raimbaud de Simiane † (7 de febrer de 1560 - 1571 deposat)
- François de Simiane, O.Carth.[10] † (18 de maig de 1571 - 6 de maig de 1587 mort)
- Pompée de Periglio, O.F.M.Conv. † (22 de gener de 1588 - 28 de gener de 1607 mort)
- Jean Pélissier, O.S.B. † (28 de maig de 1607 - 28 de novembre de 1629 mort)
- Modeste de Villeneuve des Arcs, O.F.M. † (20 d'agost de 1629 - gener de 1670 mort)
- Jean de Gaillard † (20 d'abril de 1671 - 10 de febrer de 1695 mort)
- Joseph Ignace de Foresta Colongue † (23 de gener de 1696 - 10 de maig de 1723 renuncià)
- Jean-Baptiste de Vaccon[14] † (30 d'agost de 1723 - 8 de desembre de 1751 mort)
- Félicien Bocon de la Merlière † (15 de maig de 1752 - 11 de desembre de 1778 renuncià)
- Laurent Michel Éon de Cély † (14 de desembre de 1778 - 1801 renuncià)

## Cronologia de bisbes titulars
- Jean-Luc Hudsyn, des del 22 de febrer de 2011